# Maurice Tillet

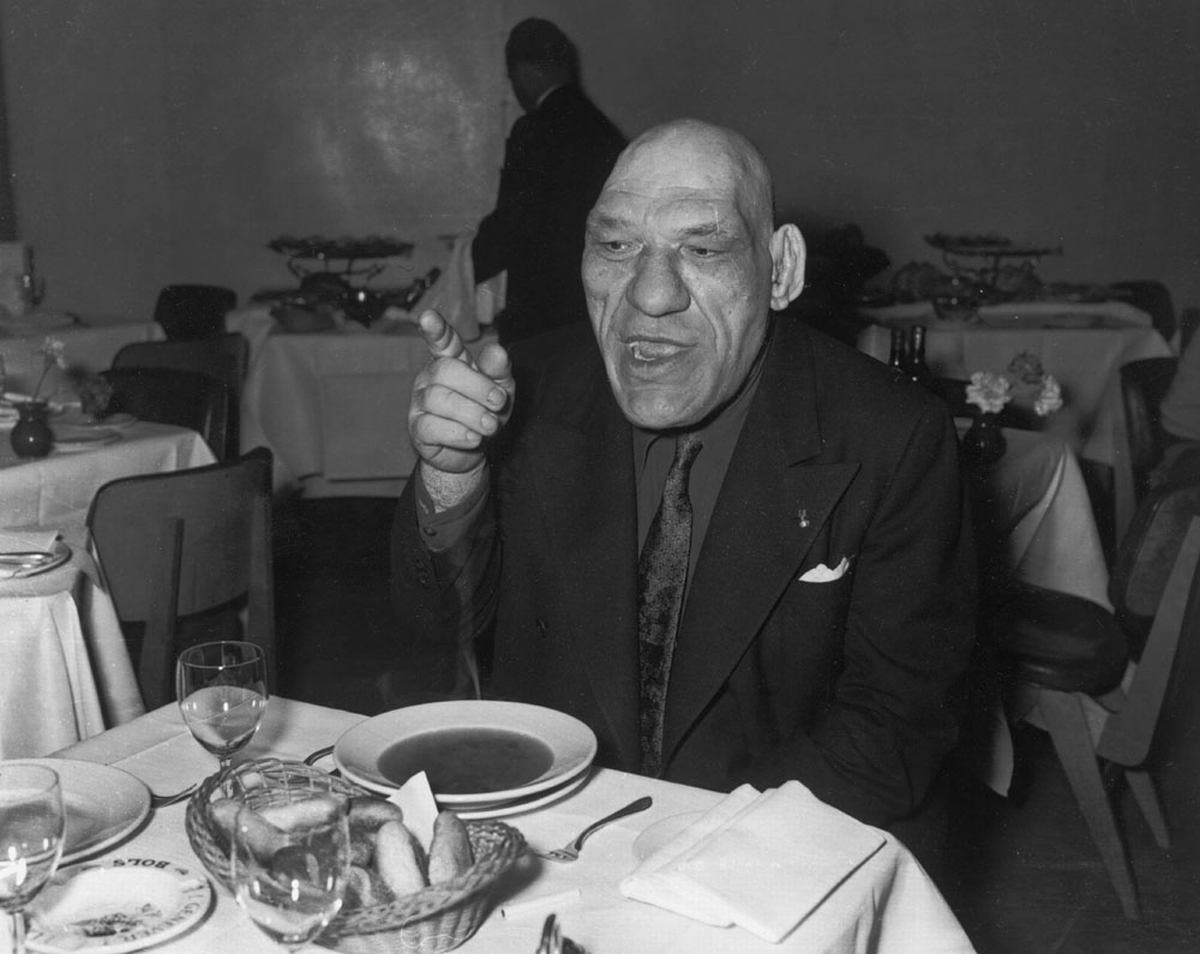
Maurice Tillet 1953.

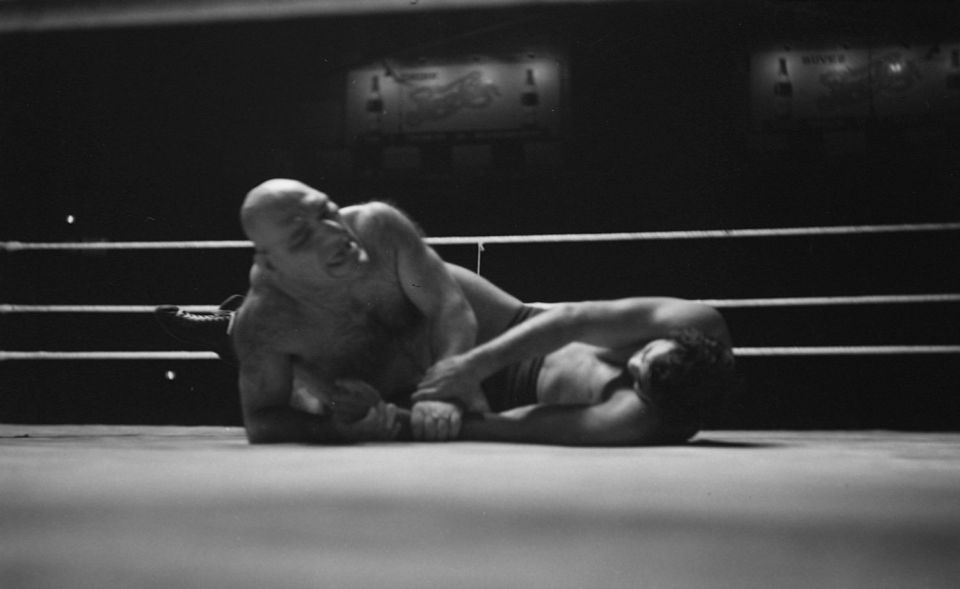
Maurice Tillet i en match mot Lou Thesz, 1940.

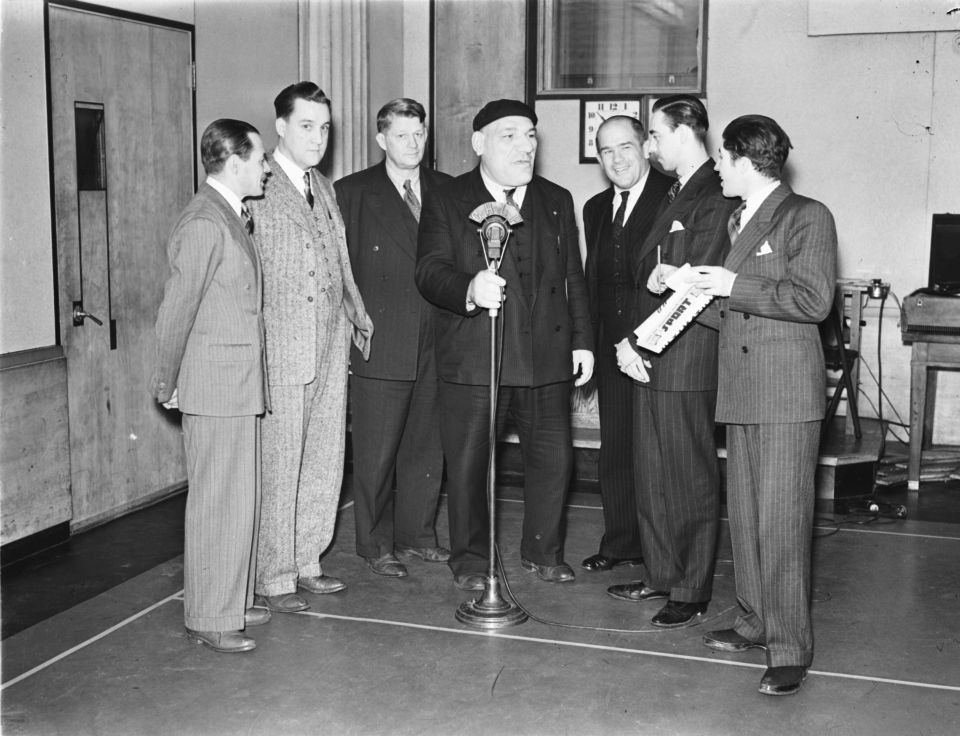
Tillet under en intervju i Montréal, 1940.

Maurice Tillet, mer känd under sitt ringnamn The French Angel (Den Franska Ängeln), född 23 oktober 1903 i Uralbergen, Ryssland, död 4 september 1954 i Chicago, var en ryskfödd fransk fribrottare. Tillet var en av de största fribrottarna i början av 1940-talet och han blev vid två tillfällen tilldelad titeln World Heavyweight Champion av American Wrestling Association. 

## Tidigt liv
Maurice föddes 1903 i Uralbergen, Ryssland av franska föräldrar. Hans mor var lärare och hans far var lokförare. Maurices far dog när han var ung. Som barn såg han helt normal ut och kallades för "Ängeln" på grund av sitt änglalika ansikte. 1917 flyttade Maurice och hans mor till Reims i Frankrike på grund av den ryska revolutionen. När Maurice var 20 började hans fötter, händer och huvud svälla och efter ett besök hos läkare fick han diagnosen akromegali - ett tillstånd vanligen orsakat av en godartad tumör i hypofysen som resulterar i benöverväxt och förtjockning.
Han ville egentligen bli advokat, men akromegalin förhindrade honom. Maurice tjänstgjorde i Frankrikes armé i fem år som ingenjör.

## Karriär
I februari 1937 träffade Tillet Karl Pojello i Singapore. Pojello var en professionell fribrottare från Litauen, som övertygade Tillet att börja arbeta inom verksamheten. Tillet och Pojello flyttade till Paris för att träna, och Maurice brottades både i Frankrike och England före Andra världskriget. Kriget tvingade dem att flytta till USA.
År 1940 "pushade" promotorn Paul Bowser Tillet att börja brottas i Boston. Han brottades under den här tiden under namnet "The French Angel". Maurice blev väldigt populär i området, och vann 19 månader i följd. Han blev även AWA World Heavyweight Championship i maj 1940 till maj 1942. 1942 var han även baserad i Montréal som "heavyweight champion". Han återkom till Boston som heavyweight champion under en kort tid år 1944.
Som ett resultat av hans framgång tog flera fribrottare med "Angel" i sitt ringnamn, ofta efter landet de kom ifrån, bland annat Paul Olaffsen (Swedish Angel) (som även han hade akromegali), Tony Angelo (Russian Angel), Tor Johnson (Super Swedish Angel), Jack Rush (Canadian Angel), Wladislaw Tulin (Polish Angel), Stan Pinto (Czech Angel), Clive Welsh (Irish Angel), Jack Falk (Golden Angel), Gil Guerrero (Black Angel) och Jean Noble (Lady Angel). Tillet brottades flera gånger mot Tor Johnson, som bara kallades The Swedish Angel då. 
1945 började Tillets hälsa bli sämre och han var inte längre marknadsförd som "ostoppbar". I sin sista fribrottningsmatch i Singapore den 14 februari 1953, då han arbetade med National Wrestling Alliance, gick han med på att förlora mot Bert Assirati.
År 1950 gjorde den Chicago-baserade skulptören Louis Linck från Paris flera byster med Tillets ansikte, för att hedra hans karriär. En av bysterna finns på International Museum of Surgical Science i Chicago.

## Död
Tillet avled den 4 september 1954 i Chicago av hjärt- och kärlsjukdom. Han är begravd på Lithuanian National Cemetery i Justice, Illinois.

## Shrek
Det har ryktats att Shrek var modellerad efter Tillet, Dreamworks Animation har dock inte kommenterat detta.